# Bright (Indiana)
Pour les articles homonymes, voir Bright.
Bright est une census-designated place située dans le comté de Dearborn, dans l’État de l'Indiana, aux États-Unis. Lors du recensement de 2020, elle compte 5 814 habitants.